# Лумпхини
Стадион Лумпхини (тайск. สนามมวยเวทีลุมพินี) — один из двух (наряду с Рачадамнен) наиболее значимых стадионов Таиланда, где проводятся бои по правилам тайского бокса. Он является одновременно самостоятельной спортивной организацией, имеющей свои рейтинги и официальных чемпионов. На стадионе проводятся соревнования в 12 весовых категориях — от 47,627 кг до 69,85 кг. Титул чемпиона Люмпхини считается одним из наиболее престижных в тайском боксе не только в Таиланде, но и в мире.

## История стадиона
Стадион был открыт в 1956 году. Первый бой состоялся 15 марта, а официальное открытие прошло в декабре того же года. По задумке его задачей было продвижение муай-тай не только внутри страны, но и за ее пределами. Для этих целей на ринг приглашались как тайбоксеры, так бойцы других видов из-за рубежа. Также в начале существования на стадионе часто проходили бои и по классическому боксу. Люмпхини является подведомственным учреждением тайской армии. Прапас Ярасатиен был человеком, кто двигал создание этого спортивного сооружения. Первым директором был полковник Эрб Сиангрид, который управлял с 1956 по 1961 год. 
4 марта 1988 года - трагическая дата в истории стадиона. В этот день во время звездного боя один из промоутеров устроил стрельбу, в результате которой несколько человек погибло.
8 февраля 2014 года прошло последнее мероприятие на старой арене Люмпхини. Армия Таиланда построила новый более вместительный стадион на 3500 зрителей, который унаследовал историческое название. Строительство новой арены обошлось в 380 миллионов бат и длилось 2 года. Люмпхини переехал со своего исторического адреса Rama IV Road на Ram Intra Road. 28 февраля состоялось официальное открытие арены.
На стадионе работает 11 промоутеров, которые могут выставлять своих бойцов. Нижний порог по весу выступающих — 45,5 кг, а по возрасту — 15 лет. Цена билета варьируется от 90 до 2000 бат в зависимости от уровня мероприятия. Билеты для иностранцев стоят дороже, чем для граждан Таиланда. Бои проводятся по вторникам, пятницам и субботам. У стадиона есть своя собственная лицензия на азартные игры, которые в Таиланде в основном запрещены. Ставки принимаются через жесты-указания. Игроки на ставках предпочитают ряды повыше, в то время как иностранные гости оккупируют места вокруг ринга.
Среди наиболее известных чемпионов Люмпхини такие бойцы как Дисенной Чор Танасукарн, который выступал в начале 80-х и в течение четырех лет удерживал пояс. Он побеждал Самарта Паякаруна, которого в Таиланде называют лучшим бойцом за всю историю этого вида спорта. В итоге организаторы боев на стадионе отобрали у него чемпионское звание из-за отсутствия конкуренции. В 1975 году бой между Путом Лорлеком по прозвищу «Ангельский боксер» и Вишарноем Пронтави установил рекорд по кассовым сборам в муай-тай. Победитель этого боя — Лорлек — в течение семи лет не проигрывал на Люмпхини и провел на нем 80 боев. На стадионе много раз выступал боксер-трансвестит Нунг Тум. В мире стадион стал известен благодаря выступлениям таких европейских мастеров как Иван Ипполит, Роб Каман и Рамон Деккерс.

## Действующие Чемпионы стадиона Лумпхини
| Вес       | Имя спортсмена              |
| --------- | --------------------------- |
| 47,627 кг | Пхетморакот Во. Сангпрапхай |
| 48,988 кг | Ломтхале Ситсоынг           |
| 50,802 кг | Экмонгкхон Каянгхадау-джим  |
| 52,163 кг | Уан-Чалонг Ситсононг        |
| 53,525 кг | Каутэм Лукпхрабат           |
| 55,225 кг | Самэ Тхо. Ратанакиат        |
| 57,153 кг | Пхенек Ситхнумной           |
| 58,967 кг | Ф-16 Рачанон                |
| 61,235 кг | Сакетдау Пхетпхайатхай      |
| 63,503 кг | Конгфа Утдонмыанг           |
| 66,678 кг | вакантно                    |
| 69,85 кг  | Саййок Пхумпханмуанг        |